# Grundmühle (Radeberg)

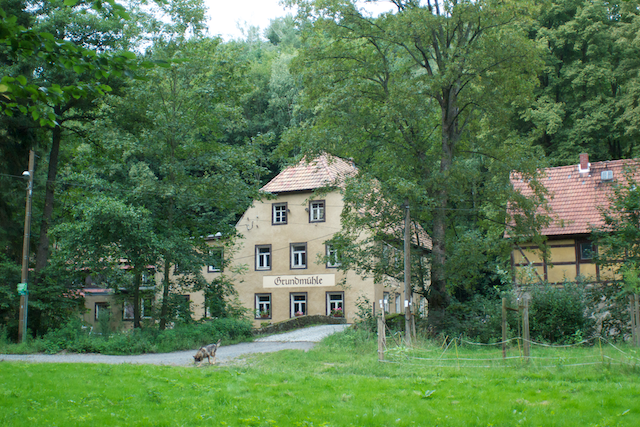
Grundmühle 2011

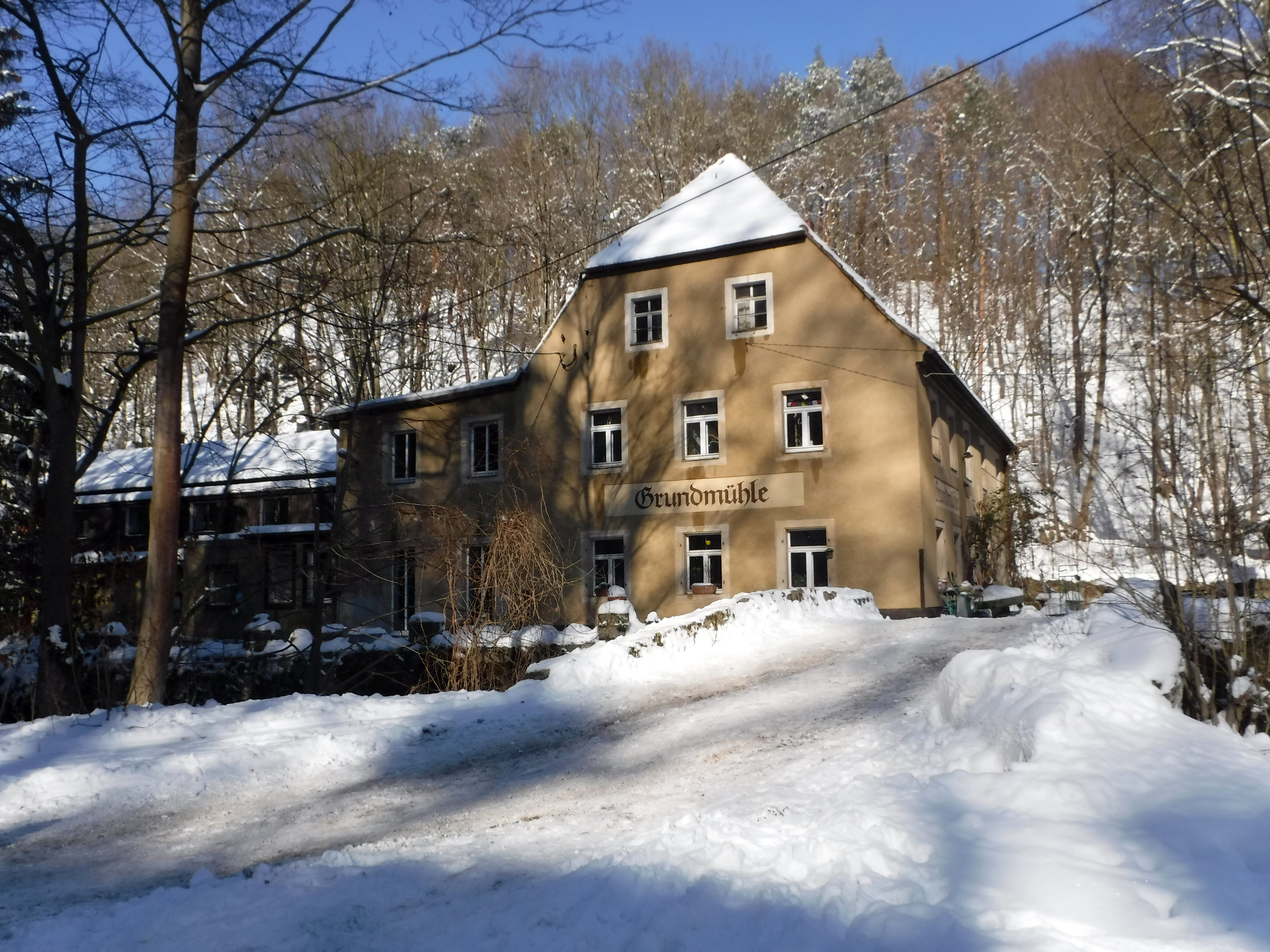
Grundmühle im Februar 2021

Die Grundmühle ist eine ehemalige Wassermühle im Radeberger Ortsteil Liegau-Augustusbad innerhalb der Gemarkung Liegau-Augustusbad auf dem Flurstück 691. Einer ihrer früheren Namen war Lochmühle (noch um 1830). Sie liegt am rechten Ufer der Großen Röder am Rand des ältesten sächsischen Landschaftsgartens, des Landschaftsschutzgebietes Seifersdorfer Tal (Sächsische LSG-Nr. d15), und im FFH-Schutzgebiet Nr. 4848-301 Rödertal oberhalb Medingen, nördlich von Dresden und der Dresdner Heide in Sachsen.

## Geschichte
Das Gelände der Grundmühle gehörte administrativ am Ende des 18. und bis zum Ende des 19. Jahrhunderts zum Rittergut Liegau.
Am Ende des 18. Jahrhunderts finden sich die ersten Nachweise über die Existenz einer Mühle auf dem Gelände der Grundmühle: 1793 verkaufte sie der Müller Johann Christoph Günther an Johann Gottlieb Arnoldt für 1100 Taler und jährlich 80 Taler Erbpachtzins. Zur Grundmühle gehörten damals „zwei Mahlgänge, auch eine Bretschneide- und Ölmühle“, eine Scheune und ein Kuhstall. Johann Gottlieb Arnoldt ließ 1802 das Bäckerhaus bauen, 1803 die nicht mehr sichtbare Mühlgrabenbrücke und 1806 die Röderbrücke.
Karl Gottlieb Arnoldt, der Sohn von Johann Gottlieb Arnoldt, übernahm 1822 die Grundmühle. Er ließ 1826 das Hauptgebäude, 1837 das langgestreckte Stallgebäude (Anbau an das Hauptgebäude) und 1838 die heute nicht mehr existente Sägemühle errichten. Die Aufzeichnungen des von Arnold beauftragten Mühlenbauers Günther aus Lotzdorf berichten von erneuernden Bauaktivitäten an der Mühlentechnik der Grundmühle: „1848 – Eine Kammuelle (Kammmühle) gebaut, Knochenstampfe angelegt und gebaut mit Vorgelege. 1851: Ein Waßerrad gebaut. 1856: Eine Leter Walcke (Lederwalke) gebaut bei Meister Arnoldt.“ In welchem der vorhandenen Gebäude welche technische Einrichtung eingebaut wurde, ist dabei nicht festgehalten.
Karl Gottlieb Arnoldts Sohn Gustav Adolf Arnoldt übernahm 1864 die Grundmühle. Es findet sich der Hinweis, dass in dieser Zeit die Badegäste des „Curbades Liegau“, das 1857 vom Liegauer Rittergutsbesitzer Johann Georg Herrmann gegründet worden war, des nahen Augustusbades sowie Radeberger Bürger die Grundmühle als Wanderziel und Gaststätte frequentierten. Der für das Jahr 1881 ermittelte Anbau der Küche an das Hauptgebäude deutet auf den Ausbau gastronomischer Aktivitäten in der Grundmühle hin. Aufgrund der Industrialisierung und der Einführung neuer Techniken wurden am Ende des 19. Jahrhunderts viele Wassermühlen unrentabel – das erste Mühlensterben setzte ein. Viele dieser Mühlen wurden zu Gaststätten umgenutzt. Der Betrieb der Schneide- und Sägemühle und der Bäckerei liefen parallel dazu weiter. In dieser Zeit hat sich der Alternativname „Arnoldtsmühle“ für die Grundmühle eingebürgert. Nach Gustav Adolf Arnoldts Tod 1879 führte seine Witwe Emilie Berta Arnoldt die Mühle weiter.
Gotthelf Kühne, Schlossherr von Wachau, kaufte 1889 die Grundmühle und setzte zu ihrer Bewirtschaftung Pächter ein. In dieser Zeit war der gastronomische Betrieb ein wichtiges Standbein. So gehörte die Grundmühle für mehrere Jahrzehnte administrativ zur Gemeinde Wachau.
Im Jahr 1897, nach anderen Quellen erst 1911, gelangte das sogenannte „Wendentor“, ein sorbisches landwirtschaftliches Torgebäude, auf das Grundmühlengelände. Es stammte von der Ausstellung des Sächsischen Handwerks und Kunstgewerbes, die ein Jahr zuvor in Dresden stattgefunden hatte.
Im Jahr 1899 wurde dem Ensemble ein „Gartenhaus“ hinzugefügt, das auch „Pavillon“ bzw. „Jägerhäusel“ genannt wurde.
Der Wachauer Schlossbesitzer Kühne ließ die Schneide- und Sägemühle 1909 erneuern.
Anfang bis Mitte des 20. Jahrhunderts war die Grundmühle Teil eines dichten Netzes von Angeboten im Bereich von Freizeit und Erholung im Rödertal. Nennenswert ist dabei der nachbarliche Kurbetrieb des Augustusbades, der allerdings am Ende des Zweiten Weltkrieges eingestellt worden ist.
Im Jahr 1929 erhielt der Grundmühlenpächter Rößler die Schankgenehmigung für ein Zimmer, für den Pavillon und den Garten. Dabei handelt es sich um den Raum links vom Haupteingang des Hauptgebäudes. Aus dieser Zeit stammen vermutlich die Putten, die den Eingang zum Biergarten markierten. Drei Jahre später wechselte die Grundmühle den Besitzer: Ein Kurt Lucas, stellvertretender Bankdirektor aus Langebrück, kaufte sie für 25.000 Reichsmark. Eine andere Quelle spricht davon, dass 1933 der Langebrücker Franz Lucas die Grundmühle von den Erben des Wachauer Schlossherrn Kühne erworben habe.
Beide sind sich allerdings einig, dass ab 1933 Karl Tänzer die Grundmühle gepachtet hatte und diverse Umbauten vornahm. Er ließ das Mahlwerk im Hauptgebäude entfernen und den Raum zum sogenannten „Mühlstübchen“ ausbauen. Das ist der Raum rechts des Haupteingangs der Grundmühle, der direkt an den Mühlgraben grenzt, bis zu diesem Zeitpunkt ein Wirtschaftsraum war und die Mahltechnik beherbergte. Damit ging die Ära der Grundmühle als Mahl- bzw. Getreidemühle zu Ende. Das Mühlstübchen wurde mit einem Kachelofen mit Ofenbank, einer Anrichte, einer Garderobe und einem großen Bleiglasfenster mit Wappen ausgestattet.
Weiterhin ließ Karl Tänzer das Stallgebäude umbauen. In den oberen Stockwerken des Stalles und des Hauptgebäudes richtete er Ferienzimmer ein. Die Gaststube wurde vergrößert. Die Fassade des Bäckerhauses wurde saniert. Außerdem ließ Tänzer das Ufer der Röder neu befestigen und den Bereich zwischen Großer Röder und Hauptgebäude gartenartig zu einem „botanischen Schmuckstück“ gestalten.
In die Sägemühle, die mittlerweile gleichzeitig auch als Möbeltischlerei fungierte, wurde 1935 ein Dieselmotor eingebaut. Damit ging die Ära der Nutzung der Wasserkraft in der Grundmühle zu Ende. Noch 1940 arbeitete das Säge- und Hobelwerk unter dem Besitzer Alfred Nacke.
Die Bäckerei wurde 1938 geschlossen, das Gebäude wird seitdem als Wohnhaus genutzt.
Im Jahr 1952 verkaufte Franz Lucas die Grundmühle an August Rohusch. Dieser verließ 1953 die DDR. Die Grundmühle ging anschließend in den Besitz der Gemeinde Wachau über.
Während der DDR-Zeit war die Grundmühle ein beliebtes Ausflugslokal, das Open-Air-Tanzveranstaltungen mit Kapelle in der warmen Jahreszeit anbot. Dabei wurde als Gastraum nur der linke Raum im Hauptgebäude genutzt. Das „Mühlstübchen“ war speziellen Veranstaltungen, wie z. B. Silvester- und Faschingsfeiern, vorbehalten. Gleichzeitig wurden seit den 1950er Jahren im Rahmen des FDGB-Feriendienstes Urlauber in der Grundmühle beköstigt. Nur wenige wohnten auch in der Grundmühle, der Großteil der Urlauber war dabei in Privatzimmern in den Häusern am Fasanenweg untergebracht. Der Gemeinschaftsraum für die Urlauber befand sich im Jägerhäusel.
Im Jahr 1954 brannten die Sägemühle und Möbeltischlerei ab.
Das Jägerhäusel wurde 1985/1986 abgerissen. Es war baufällig und einsturzgefährdet. Sein Fundament, das als Tanzboden und Terrasse Verwendung fand, ist noch erhalten.
Die Grundmühle wurde 1964 (zusammen mit dem damaligen Kleinwachau) in die damals eigenständige Gemeinde Liegau-Augustusbad eingegliedert.
Im Jahr 1984 wurde „...in Anerkennung einer vorbildlichen gastronomischen Betreuung im Rahmen des Sozialistischen Wettbewerbs dem Kollektiv der Konsum-Gaststätte Grundmühle die Urkunde für ‚Hohe Qualität in der Gastlichkeit‘ im Leistungsvergleich der Gaststätten und Hotels des Bezirkes Dresden verliehen“.
Der Gaststättenbetrieb wurde 1989 eingestellt. Seit 1993 wird das gesamte Objekt der Grundmühle privat genutzt.

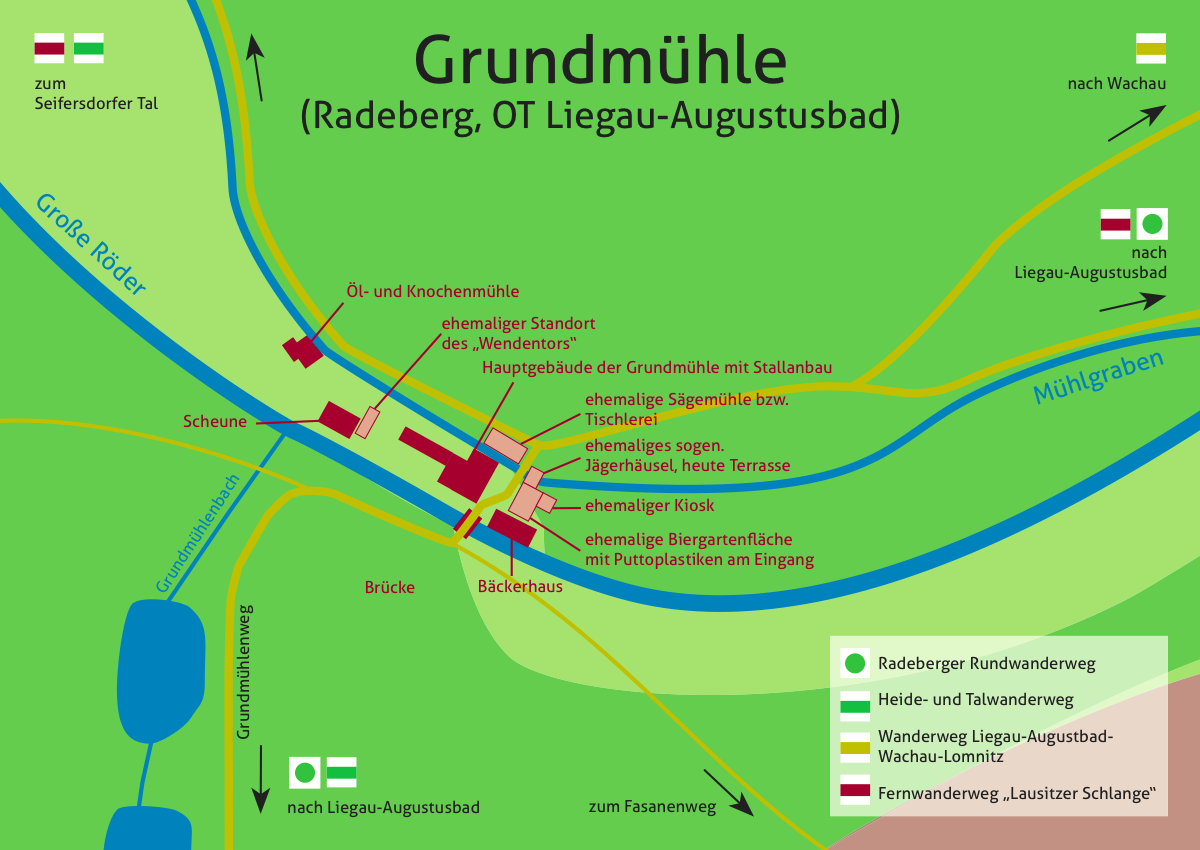
Umgebung der Grundmühle mit Lageplan vorhandener und ehemaliger Gebäude

## Landschaft und Umgebung
Die Grundmühle liegt im Seifersdorfer Tal, das seit 2006 Teil des Europäischen Schutzgebietes Natura 2000 (zugehörig zum insgesamt 770 ha großen FFH-Schutzgebiet Nr. 4848-301 Rödertal oberhalb Medingen) ist und damit strengen natur- und vogelschutzrechtlichen Bestimmungen unterliegt. Das Grundmühlen-Gebiet ist landschaftlich von Laubwald und an die Röder anschließenden Feuchtwiesen charakterisiert. Der Radeberger Rundwanderweg und der Heide- und Talwanderweg führen über eine Bruchsteinbrücke mitten durch das Ensemble zwischen Bäckerhaus und Hauptgebäude hindurch und anschließend längs des Grundmühlengrundstücks entlang. Der Fernwanderweg Lausitzer Schlange führt ebenfalls direkt an der Grundmühle vorbei.
Das Grundstück der Grundmühle besteht aus einem Abschnitt der Talsohle des Rödertals. Dazu gehören zwei markante Auwiesen. Etwa 150 Meter von der Grundmühle flussaufwärts finden sich Reste eines Wehres in der Röder. An dieser Stelle zweigte am rechten Röder-Ufer der Mühlgraben ab, der das vermutlich unterschlächtige Mühlrad der Grundmühle mit Wasser versorgte. Der Mühlgraben existiert noch, ist aber an manchen Stellen verlandet, und mündet etwa 400 Meter flussabwärts der Grundmühle in die Röder.
Die Stadt Radeberg orientiert die Entwicklung des Gebietes auf „sanfte landschaftsorientierte Erholung und Freizeitgestaltung“. Das Grundstück der Grundmühle steht im Zusammenhang des von der Stadt Radeberg anvisierten geplanten touristisch nutzbaren Grünsystems „Grünes Band“, das das Tal der Großen Röder mit dem LSG Hüttertal, das Tal der Schwarzen Röder sowie den Radeberger Hofegrundbach einbezieht. Diese Landschaften sollen nicht weiter verbaut werden, dürfen jedoch durch Wanderwege bzw. Lehrpfade erschlossen werden.
Über die Grundmühle hat man Zugang zur Kulturlandschaft Seifersdorfer Tal von Liegau-Augustusbad aus.

## Architektur
Das Ensemble der Grundmühle steht unter Denkmalschutz.
Es besteht aus mehreren Gebäuden, die über das Grundstück verteilt sind.

### Bäckerhaus

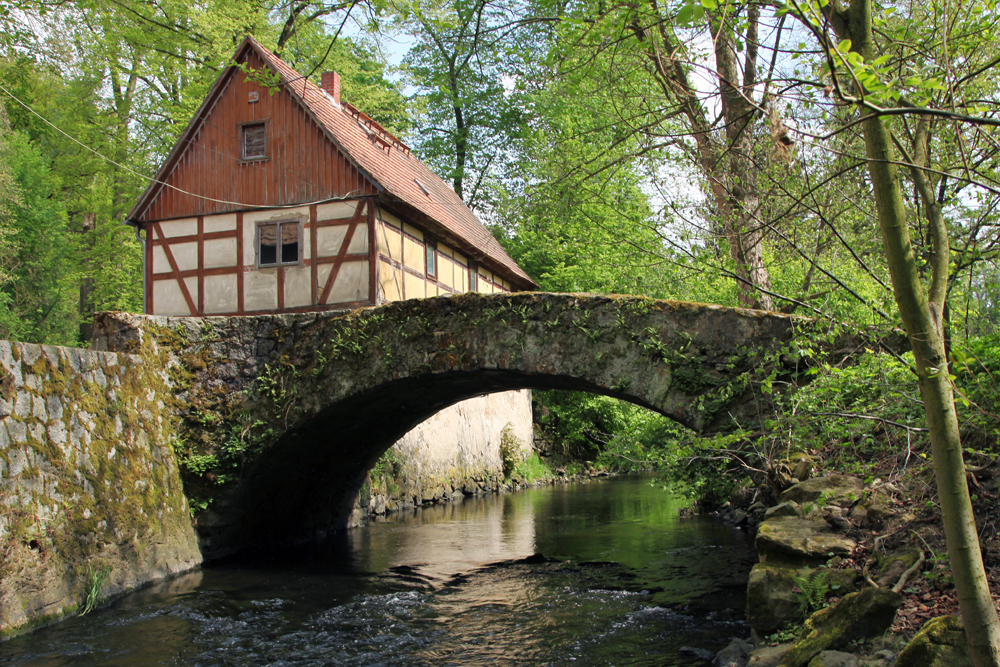
Bäckerhaus

Das wohl zweitälteste Gebäude ist das „Bäckerhaus“. Im Sandsteingewände seines Portals im Korbbogen befindet sich die Inschrift „JGA|1802“, die auf das Erbauungsjahr 1802 und den Bauherrn Johann Gottlieb Arnoldt schließen lässt. Das Erdgeschoss des Bäckerhauses besteht aus gebrannten Ziegeln auf einem Sockel aus Bruchstein, der bis in die Röder hinabreicht. Im Innern finden sich Reste eines Backofens. Das Obergeschoss besteht aus Fachwerk. Das Haus ist mit einem Satteldach gedeckt. Bis 1938 wurde es als Bäckerei genutzt, danach als privater Wohnraum. Das Gebäude wurde 1933 und während der DDR-Zeit teilweise saniert.

### Grundmühle

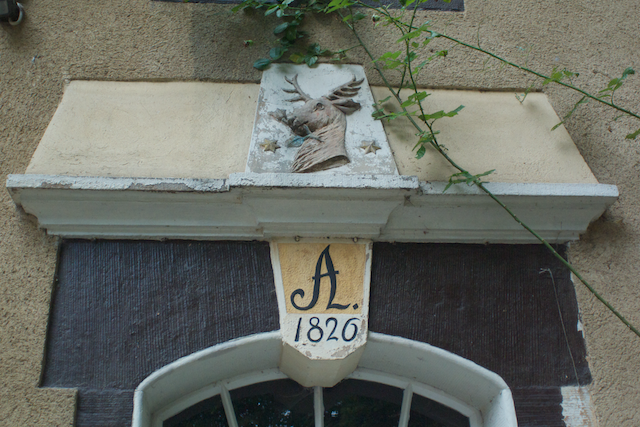
Eingang der Grundmühle

Das Hauptgebäude ist zweifach mit „Grundmühle“ in gebrochener Schrift beschriftet. Es ist vermutlich in den 1980er Jahren renoviert worden.
Im Sandsteingewände seines Portals im Korbbogen ist eine Schlussstein mit der Inschrift „A. 1826“ sichtbar, die auf die entsprechende Entstehungszeit und den Bauherren Karl Gottlieb Arnoldt schließen lässt. Über dem Portal befindet sich ein weiterer Schlussstein (wohl zu dekorativen Zwecken), auf dem wappenartig ein Hirschkopf mit einer Tulpe im Maul und zwei einzelnen Sternen zu sehen ist. In den dreißiger Jahren befand sich eine Sonnenuhr an der Süd-Ost-Fassade.
Das Haus ist mit einem Krüppelwalmdach gedeckt, der Dachboden ist voluminös und zweistöckig.
An das Hauptgebäude schließen sich der Küchentrakt und das langgestreckte, damals einstöckige Stallgebäude an. Letzteres ist 1837 an das Hauptgebäude angebaut worden. Dieses Stallgebäude wurde 1933 umgebaut und mit einem Mansarddach aufgestockt, um dort Ferienzimmer einzurichten. Der zweistöckige Küchentrakt kam 1881 dazu, was auf die zunehmende gastronomische Nutzung des Hauses in dieser Zeit hindeutet. Eine Schankgenehmigung für ein Zimmer im Erdgeschoss (sowie für den Pavillon und den Garten) ist für 1929 verbürgt.
Der möglicherweise im Erbauungsjahr des Gebäudes, aber vielleicht auch später, gefertigte Ofen in diesem Raum weist chromoxidgrün glasierte Kacheln aus rotem Ton auf, die Flachreliefs mit unterschiedlichen Motiven enthalten: ein fünfzackiger Stern, Weintraube, Füllhorn, ein Ahornblatt, ein Kelch, Singvogel auf Muschel und Rosenblüten. Auf dem Aufsatz finden sich außerdem zwei Kacheln mit Hochreliefs von flötespielenden Putten. Dieser Gastraum wurde 1933 vom Grundmühlenpächter Carl Tänzer umgebaut und vergrößert und mit Wandsprüchen, Bildern, Geweihen und geschnitzten Beleuchtungskörpern ausgestattet.
Im Jahr 1933 baute Carl Tänzer auch den rechten Raum im Erdgeschoss zur Gaststube („Mühlstübchen“) aus. Dieser Raum enthielt vorher das Mahlwerk und war ein reiner Arbeitsraum. Der Meißner Ofen in diesem Raum besteht aus weißglasierten Kacheln mit üppigen Flachreliefs (rocailleartige Verzierungen und Weintraubenmotive), bemalt mit gelber, brauner und grüner Glasur. Der Aufsatz weist aufwendig gefertigte Prunkkacheln mit Hochreliefs auf. Motive sind ein Teller mit Blüte, zwei unterschiedliche Singvögel auf Fantasie- und Prunkfrüchten. Weitere Einbauten in diesem Raum sind die Ofenbank, eine in eine Mauernische eingepasste Anrichte, Borde, Zierbalken, eine eingebaute Garderobe und ein größeres rückwärtiges Bleiglasfenster. Das Oberlicht enthält ein bleigefasstes Segment von etwa 50 Zentimeter Länge und 30 Zentimeter Breite mit einer wappenartigen Darstellung. Darauf ist wiederum ein kleines Wappen zu sehen, das zwischen drei Weizenähren zwei gekreuzte Schwerter zeigt. Darüber ist ein Teil einer mittelalterlichen Ritterrüstung gemalt, darüber wiederum ein geflügelter schwarzer Stier mit Heiligenschein. Umkränzt ist die Darstellung mit gelben Akanthusblättern.

### Scheune
Hinter dem Hauptgebäude direkt an der Röder befindet sich eine zweistöckige holzverkleidete Scheune.

### Wendentor
Das auf der Denkmalliste des Ortsteils Liegau-Augustusbad erwähnte „Wendentor“ ist nicht mehr am Ort vorhanden. Das sogenannte Wendentor ist eine strohgedeckte torartige Holzkonstruktion mit Nebenräumen und befand sich zwischen Hauptgebäude und Ölmühle.
Es stammte aus der Ausstellung des Sächsischen Handwerks und Kunstgewerbes 1896 in Dresden, speziell dem dortigen sogenannten „Wendischen Dorf“, dem Sorbischen Museum auf dieser Ausstellung.
Der „Wendenhof“ wurde nach der Beendigung der Dresdner Hygiene-Ausstellung vom damaligen Besitzer der Grundmühle C. Kühne angekauft und im Hinterhof der Grundmühle aufgestellt. Alten Postkarten von der Grundmühle zufolge müsste es sich dabei um die Hygieneausstellung von 1911 handeln.
Die Gemeinde Nebelschütz kaufte das Wendentor 2003 zum symbolischen Preis von einem Euro und ließ es dort wieder aufbauen. Es dient dort jetzt als Torhaus zwischen der historischen Herberge „Heldhaus“ und einer Parkanlage.

### Öl- und Knochenmühle
Die Ölmühle ist das vermutlich älteste Gebäude auf dem Grundstück der Grundmühle. Sie steht direkt am Mühlgraben. Im Jahr 1848 wurde vermutlich in dieses Gebäude eine Knochenstampfe eingebaut. In den 1960er Jahren konnten an diesem Haus noch Reste der Mühlentechnik beobachtet werden: „das feste Mauergrundwerk“ auf der dem Gebäude gegenüberliegenden Seite des Mühlgrabenufers, „das ein großer Steinblock abschließt“. In diesem Steinblock war noch das Lager des unterschlächtigen Mühlrads zu sehen. Sein Pendant auf der Gebäudeseite war zu diesem Zeitpunkt schon zugemauert.
Die Ölmühle ist ein kleinformatiges zweistöckiges Gebäude mit Satteldach. Das Erdgeschoss besteht aus Bruchsteinmauerwerk, die Fenster besitzen grüne Fensterläden. Das Obergeschoss ist in Fachwerkbauweise errichtet.

### Weitere nicht mehr existierende Gebäude
Direkt neben dem Hauptgebäude über bzw. auf der anderen Seite des ehemaligen Mühlgrabens vom Hauptgebäude aus gesehen befand sich eine Sägemühle. Nach der Erneuerung 1909 durch den Grundmühlenbesitzer und Wachauer Schlossherrn Kühne bestand die Sägemühle und Tischlerei aus einem einstöckigen Fachwerkhaus mit Satteldach, das mit rotgebrannten Ziegeln ausgefacht war. Das Gebäude war mit einer Sandsteinplatte verziert, die das Wappen der Müllerzunft enthielt: ein halbes Rad, darüber Winkel und Zirkel, flankiert von zwei Löwen (ähnlich z. B. dem Wappen der Mühle in Freital-Hainsberg). Im Jahr 1954 brannte dieses Gebäude ab. Im Frühjahr 1960 ließ die Gemeinde Wachau die Ruine abtragen und richtete an dieser Stelle einen „Schmuckplatz“ ein.
Auf der anderen Seite des Wanderweges neben dem Bäckerhaus existierte ein einstöckiges Fachwerkhaus mit Walmdach, unter dem der Mühlgraben entlangfloss und das „Jägerhäusel“ oder „Pavillon“ genannt wurde. Es wurde 1899 vom damaligen Grundmühlen- und Wachauer Schlossbesitzer Gotthelf Kühne gebaut und innen mit „alten Bildern“ sowie „kernigen Jagd- und Trinksprüchen“ ausgestattet. Bei dem Brand der Sägemühle 1954 ist es nicht mit verbrannt. Das belegt ein Foto (Postkarte), das eine Ansicht der Grundmühle ohne die Sägemühle, aber mit Jägerhäusel zeigt. Das Jägerhäusel wurde Mitte der 1980er Jahre (1985/1986) wegen Baufälligkeit und Einsturzgefährdung abgerissen. Das bis heute erhaltene Fundament dieses Hauses wurde seit der DDR-Zeit als Terrasse genutzt.
Direkt vor dem Hauptgebäude existierte ein einfacher aus Holz gefertigter Kiosk, aus dem heraus Bier verkauft wurde. Er verbrannte 1954 zusammen mit der Sägemühle. Weiterhin gibt es Hinweise auf andere kleine Gebäude auf dem Grundmühlengelände (z. B. eines direkt am Biergartengelände), die sicherlich ähnliche Funktionen innehatten.

### Brücken
Die Bruchsteinbrücke, die von Liegau zur Grundmühle über die Röder führt, datieren Radeberger Denkmalpfleger auf die Zeit nach 1800. Es existierte eine weitere Brücke über den Mühlgraben zwischen Sägemühle und Jägerhäusel. Heute ist der Mühlgraben an dieser Stelle zugeschüttet.
Eine weitere alte Steinbogenbrücke, direkt gegenüber der Grundmühle nahe dem linken Röderufer, überquert den aus dem „Grundmühlenbach-Tal“ (Forellenschänke mit den früher fast 30 Forellen-Teichen) kommenden Grundmühlenbach.

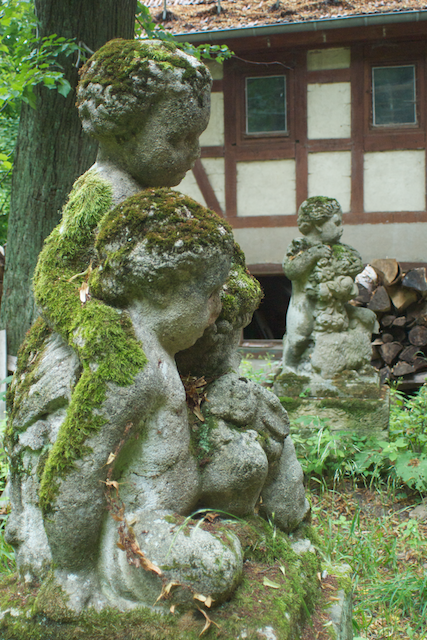
Putten an der Grundmühle, im Hintergrund das Bäckerhaus

### Plastiken auf dem Grundmühlengelände
Direkt am Weg zwischen Bäckerhaus und Tanzboden befinden sich zwei Puttoplastiken (barock anmutende kleinkindliche Engelsfiguren). Sie rahmten den Eingang zum Biergartenbereich nördlich des Bäckerhauses. Die Plastiken sind vollständig ausgearbeitet, sie bieten also auch von hinten und von der Seite einen dekorativen Anblick. Das Material der Plastiken ist ein Kunststein aus zementgebundenem Splitt. Dieses Material wurde in den 1920er Jahren häufig für Plastiken genutzt, was auf einen direkten Zusammenhang zur 1928 erteilten Schankgenehmigung des Mühlenpächters Rößler unter anderem auch für den Garten hinweist.
Die Plastiken ruhen auf gemauerten Sandsteinsockeln. Die linke Gruppe besteht aus zwei Putten. Die stehende Putte hält einen Korb mit Früchten und legt der sitzenden Putte den Arm um die Schultern. Auf dem linken Knie der sitzenden Putte stützt sich ein Kaninchen ab. Die rechte Gruppe besteht symmetrisch zur linken aus zwei Putten, eine sitzend, die andere stehend. Die sitzende Putte umfasst den Kopf eines neben ihr sitzenden Lammes, das zutraulich zu ihr emporschaut. Die stehende Putte hält eine Girlande aus unterschiedlichen Blütenköpfen, wie zum Beispiel Rosen und Margeriten.

## Flora und Fauna um die Grundmühle
Nördlich der Grundmühle befinden sich nach Süden und Südwesten ausgerichtete Felshänge. Dort wachsen die Rot-Buche (Fagus sylvatica), die Hainbuche (Carpinus betulus), die Stiel-Eiche (Quercus robur) sowie die Trauben-Eiche (Q. petraea). Weiter unten am durch Sickerwasser feuchten Hangfuß wachsen die Gemeine Esche (Fraxinus excelsior) und die Schwarz-Erle (Alnus glutinosa). Die Krautschicht ist überwiegend spärlich ausgeprägt wegen des felsigen Untergrundes und wegen hoher Trittbelastung. Ornithologisch ist die Gegend um die Grundmühle bedeutsam, denn da findet sich eine große Bandbreite typischer Waldvogelarten: die Gartengrasmücke, der Fitis und verschiedene Spechte. Die Feuchtwiesen sind für Amphibien und Reptilien ein günstiger Lebensraum. In den trockeneren Abschnitten lebt neben der Zauneidechse und der Waldeidechse wahrscheinlich sogar die stark gefährdete Glattnatter.|
Weitere Pflanzen, die natürlich auch generell im Tal der Großen Röder vorkommen:
- Gräser: Knäuelgras (Dactylis glomerata) und Rispengräser (Poa trivialis, P. pratensis)[14]
- Gräser auf Glatthaferwiesen (Feuchtausbildung): hoher Anteil an Wiesen-Fuchsschwanz (Alopecurus pratensis) und Weichem Honiggras (Holcus mollis)[14]
- krautige Pflanzen: Weiß-Klee (Trifolium repens), Kriechender Hahnenfuß (Ranunculus repens) und Wiesenkerbel (Anthriscus sylvestris)[14]
- intensiv beweidete Aue: größere Brennnessel-Bestände sowie Ampfer-Arten (Rumex obtusifolius, Rumex acetosa)[14]
- Die extensiv genutzte Flussaue weist ein wesentlich größeres Spektrum an Blütenpflanzen auf: Wiesen-Glockenblume (Campanula patula), Wiesen-Margerite (Chrysanthemum leucanthemum) und Frauenmantel (Alchemilla vulgaris), darunter auch Feuchtezeiger wie den Großen Wiesenknopf (Sanguisorba officinalis).[14]
- An den Talhängen befindet sich Magerrasen: Kleines Habichtskraut (Hieracium pilosella), Große Fetthenne (Sedum maximum) und Aufrechte Trespe (Bromus erectus). Tiere: wärmeliebende und bodennistende Insekten wie Sandbienen und Sandwespen, Heuschrecken und Schmetterlinge[14]
- nordexponierte Hänge auf der östlichen Röderseite: Ahorn- und Eichen-Arten, daneben auch Schwarz-Erle (Alnus glutinosa), großflächige Horste der Schmalblättrigen Hainsimse (Luzula luzuloides) aus.[14]
- südexponierte Hänge auf der westlichen Röderseite: Laubmischwald aus Ahorn-Arten, Rotbuche, Hainbuche, Stiel-Eiche, Schwarz-Erle und kleinräumig vorherrschenden Nadelholzpartien: Wald-Kiefer (Pinus silvestris), Rot-Fichte (Picea abies); oberhalb der Grundmühle längs des Grundmühlenwegs in Richtung „Forellenschänke“/obere Bergstraße befinden sich Rotbuchen-Altbestände, die waldparkartigen Charakter annehmen.[14]

## Trivia
- Der Dresdner Kunsthistoriker Volker Helas wohnte mehrere Jahre in der Ölmühle auf dem Grundstück der Grundmühle.
- Der Tornado am Pfingstmontag 2010 richtete an den Bäumen in unmittelbarer Nähe der Grundmühle große Schäden an.
- Georg Naumann, deutscher Naturwissenschaftler, Trapper und Pionier bei der frühen lokalen Auffindung und Nutzung der Öl-/ Erdgasvorkommen im nördlichen Kanada und Partner von Max Hinsche, erlernte von 1916 bis 1919 in der Grundmühle das Mahlmüller- und Bäckerhandwerk, sowie das Handwerk des Sägemüllers.